# Franz Marc
Franz Marc, född 8 februari 1880 i München, Tyskland, död 4 mars 1916 i Braquis, Frankrike, var en tysk expressionistisk målare.

## Biografi

### Utbildning
Franz Marc studerade till en början filosofi och teologi vid universitetet i sin hemstad, med avsikt att bli präst. Han växte upp i ett andligt hem. Modern Sophia var en strikt kalvinist, och fadern, Wilhelm, var katolik som vänt sig till protestantismen. Franz Marc och hans bror Paul fick en protestantisk uppfostran i ett i övrigt katolskt Bayern. Wilhelm Marc var en professionell landskapsmålare, och undervisade vid konstakademin i München. Franz Marc behövde därmed inte, till skillnad från många av sina konstnärskollegor, utstå någon opposition från sin familj när han valde att ägna sig åt konsten.
Under sitt frivilligår som värnpliktig lärde sig Marc att rida och utvecklade den kärlek till hästar som så starkt skulle komma att prägla hans framtida konstnärskap. Det var under den perioden han beslutade sig för att följa sitt konstnärliga kall. Marc började studera vid Akademie der Bildenden Künste i München år 1900, så snart hans frivilligår var över, och fick där en solid och grundläggande utbildning vilken avslutades 1903.
Åren 1903 och 1907 reste Marc till Frankrike, och tillbringade sin tid i synnerhet i Paris. Där umgicks han i konstnärliga kretsar och tilltalades i hög grad av postimpressionismen och Vincent van Goghs verk. 

### Djurens inneboende skönhet
Den djupt religiöse Marc betraktade konstnärskapet som en väsentligen andlig sysselsättning. Från och med år 1910 ägnade han sig uteslutande åt att avbilda djur, desillusionerad av den materialism som korrumperade mänskligheten. I djuren såg Marc någonting som han ansåg saknades hos människorna: inneboende skönhet, livsglädje och andlighet. Djuren var i balans, ansåg han, och han var nyfiken på hur de uppfattade världen. Marc var välbekant med djur i flera bemärkelser, bland annat hade han studerat djuranatomi och drygade ut sin inkomst genom att undervisa i ämnet. Hans fokus på djur var unik i hans samtids konst. I Marcs tidiga verk dominerar ofta heroiska djur bildens motiv, men senare under hans konstnärskap smälter de samman med bildens övriga landskap och integreras i målningens helhetsuttryck. Marcs ambition sträckte sig bortom en enkel dokumentation av djur och deras beteende; han ville lansera ett system av moraliska värden, vilka fattades hos människorna, genom att förkroppsliga de ”dygder” han uppfattade hos djuren. 1909 flyttade Marc till Sindelsdorf i Oberbayern, där han levde med sina katter, två tama hjortar och sin hund Russi.

### Färgers expressiva förmåga
Utöver djurmotiven var även färg av stor betydelse för Marc. Han tillskrev färger olika karaktäristika. Färgen röd betraktade han som brutal, tung och en symbol för materialismens dominans; blå var maskulin och intellektuell medan gul stod för en uppsluppen femininitet. Marc var en av grundarna av Der Blaue Reiter i München 1911. Han samarbetade med Vasilij Kandinskij och försökte utforska färgens expressiva värde. Denna upptagenhet av färgen var delvis inspirerad av Robert Delaunays orfiska målningar, en målare han besökte i Paris 1912 tillsammans med August Macke. Förmodligen betydde också Goethes färglära något för detta intresse. Marcs färgarbete i sina egna verk för också tankarna till både fauvism och naivism.

### Död och sorg
Franz Marc stupade i Braquis under slaget vid Verdun i första världskriget.
1919 utkom romanen Der Malik av Else Lasker-Schüler. Första delen består av 55 brev riktade till den "älskade blå ryttaren Franz Marc", som också är romantitelns "malik" (ett gammalt semitiskt ord för "kung"). Breven är alla skrivna av malikens yngre halvbroder prins Jussuf. Med början redan 1913, i kejsardömets Tyskland, publicerades de allt eftersom i bland annat tidskriften Der Sturm. Romanens andra del skrevs som ett enda långt stycke 1917, året efter Marcs död, och utgör ett "kröningstal" av prins Jussufs yngre bror Bulus Andromeid Alcibiad der Schöne. Denne berättar i sitt installationstal historien om prins Jussufs tid vid makten och hans olidliga sorg efter ryttarnas ryttare, den blå ryttaren Franz Marc.

### Beslagtagna verk i Nazityskland
I Tredje riket kritiserades Marcs produktion som "fördärvlig" enligt rådande nazistiska konstideal. År 1937 beslagtogs 15 målningar på tyska museer, tillsammans med 32 akvareller, 99 grafiska blad och 1 teckning. En del såldes på auktion till utlandet av det nazistiska propagandaministeriet, en del byttes mot "gamla mästares" verk, en del behölls, av bland andra samlaren Hermann Göring. På den avsiktligt nedsättande, nazistiska konstutställningen Entartete Kunst i München, visades några av hans beslagtagna verk, bland annat oljemålningen De blå hästarnas torn (1913), som tillhört den stående visningen på Galerie der Lebenden i Kronprinzenpalais i Berlin. Sedan det tyska officersförbundet hade lämnat in en protest mot att verk av en förtjänstfull soldat som stupat under slaget vid Verdun visades, avlägsnades målningen från utställningen och enligt det beslagsinventarium som Freie Universität Berlin i efterhand upprättat tillhörde målningen 1938 just Hermann Göring. Målningen är sedan 1945 "försvunnen".

### Marc i Sverige
Marc är representerad vid Moderna museet i Stockholm.

### Eget museum i Tyskland
Sedan 1986 finns ett Franz Marc Museum i Kochel am See med samlingar av Marc och hans samtida.

## Eftermäle
Asteroiden 15282 Franzmarc är uppkallad efter honom.

## Galleri

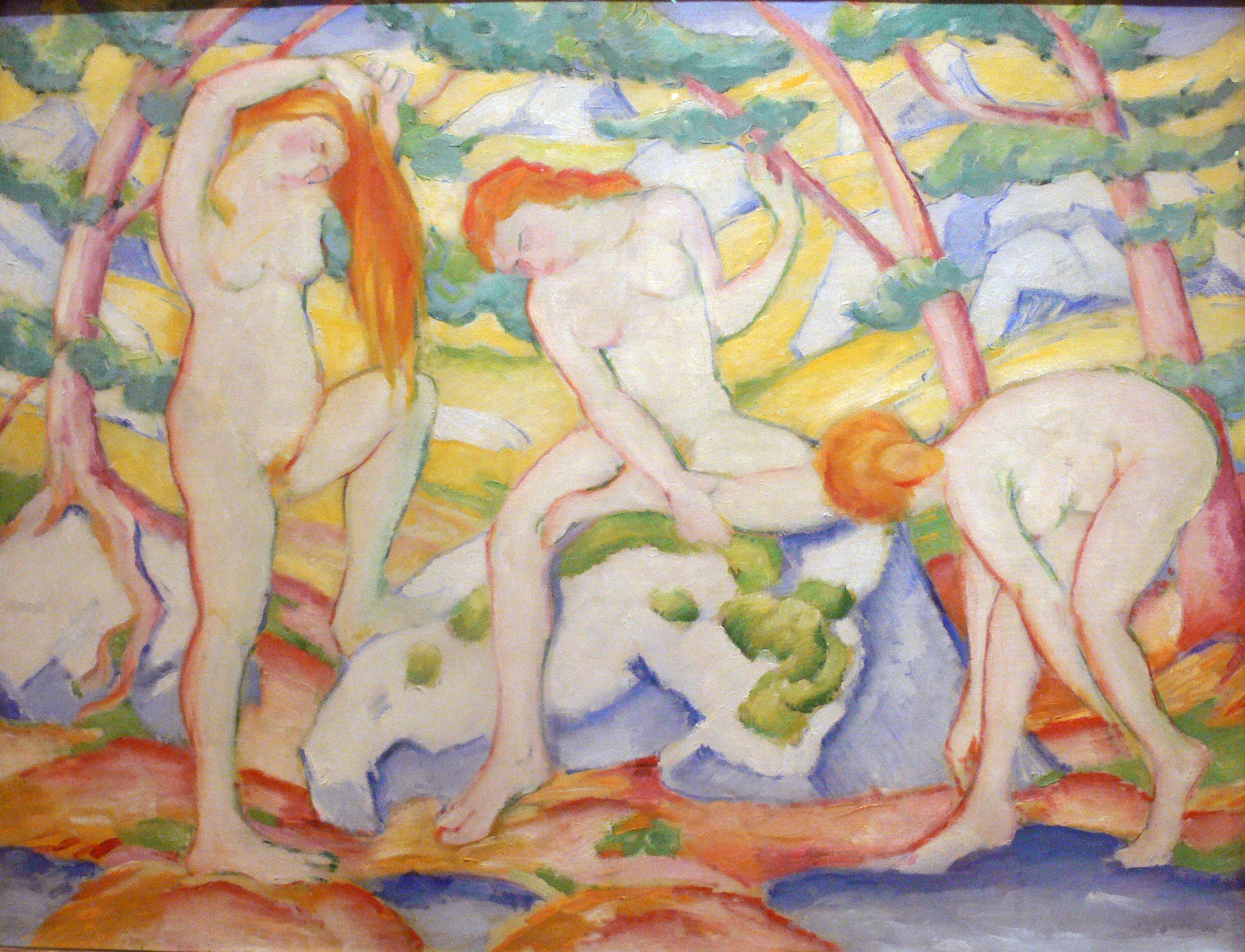
Badende Frauen / Badande kvinnor (1910), olja på duk, 109,2 x 142,2 cm, beslagtagen i augusti 1937 på Kunstsammlungen der Stadt Düsseldorf i egenskap av entartete Kunst och såld på auktion i schweiziska Luzern sommaren 1939 till en samlare i Zürich. 1967–1968 hängde målningen på Marlborough-Gerson Gallery i New York, därefter upphör proveniensen, enligt FUBs beslagsinventarium.
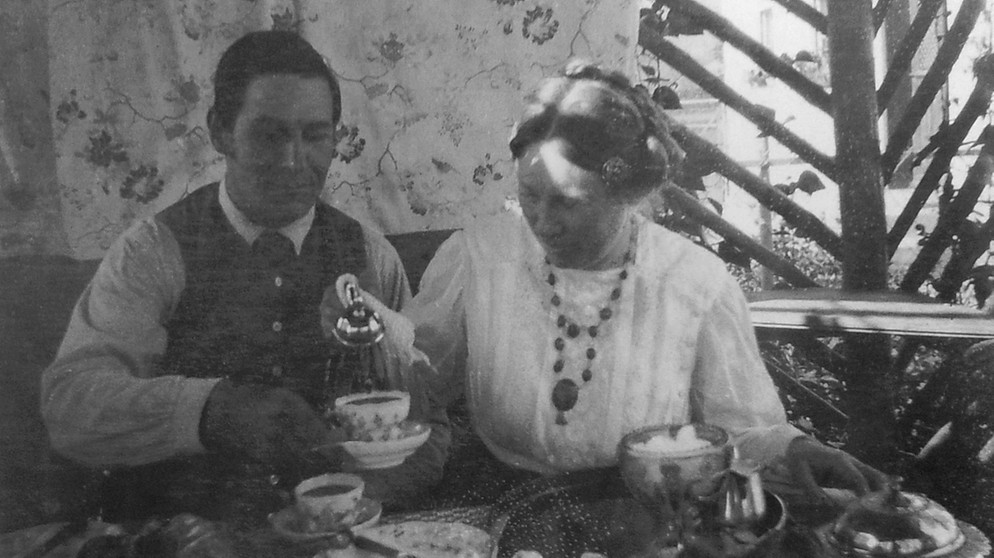
Franz och Maria Marc 1911. Foto: Vasilij Kandinskij.
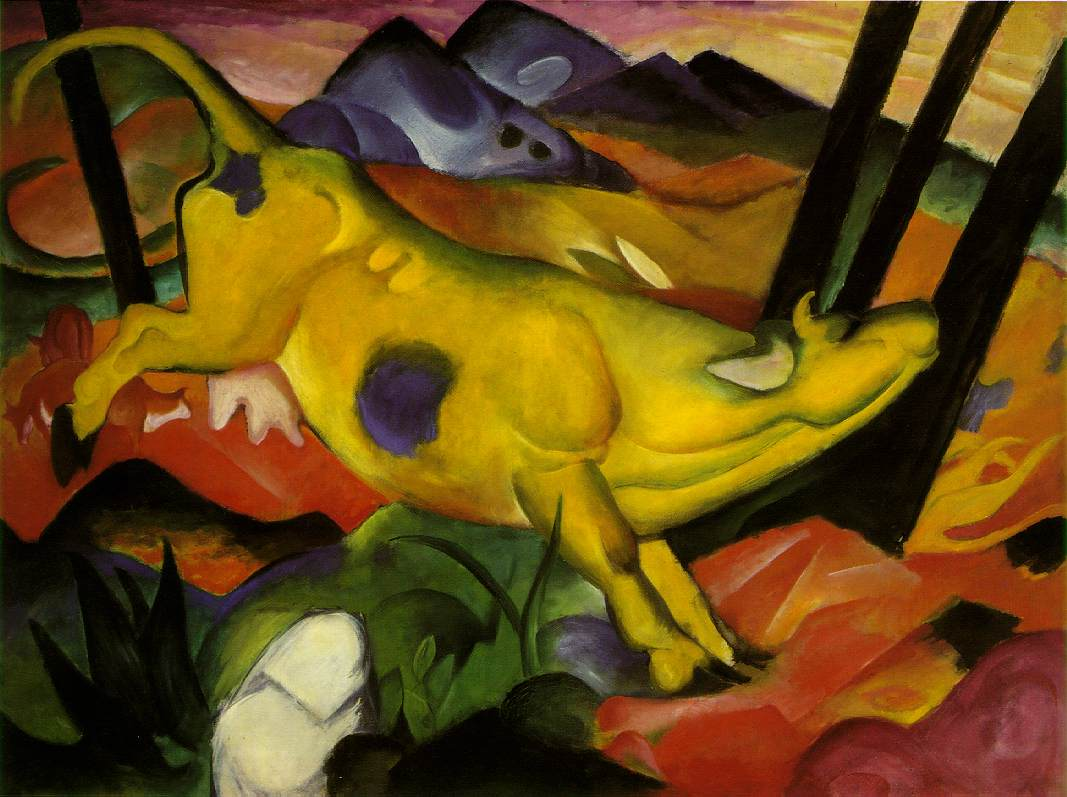
Den gula kon (1911),  Solomon R. Guggenheim Museum, New York
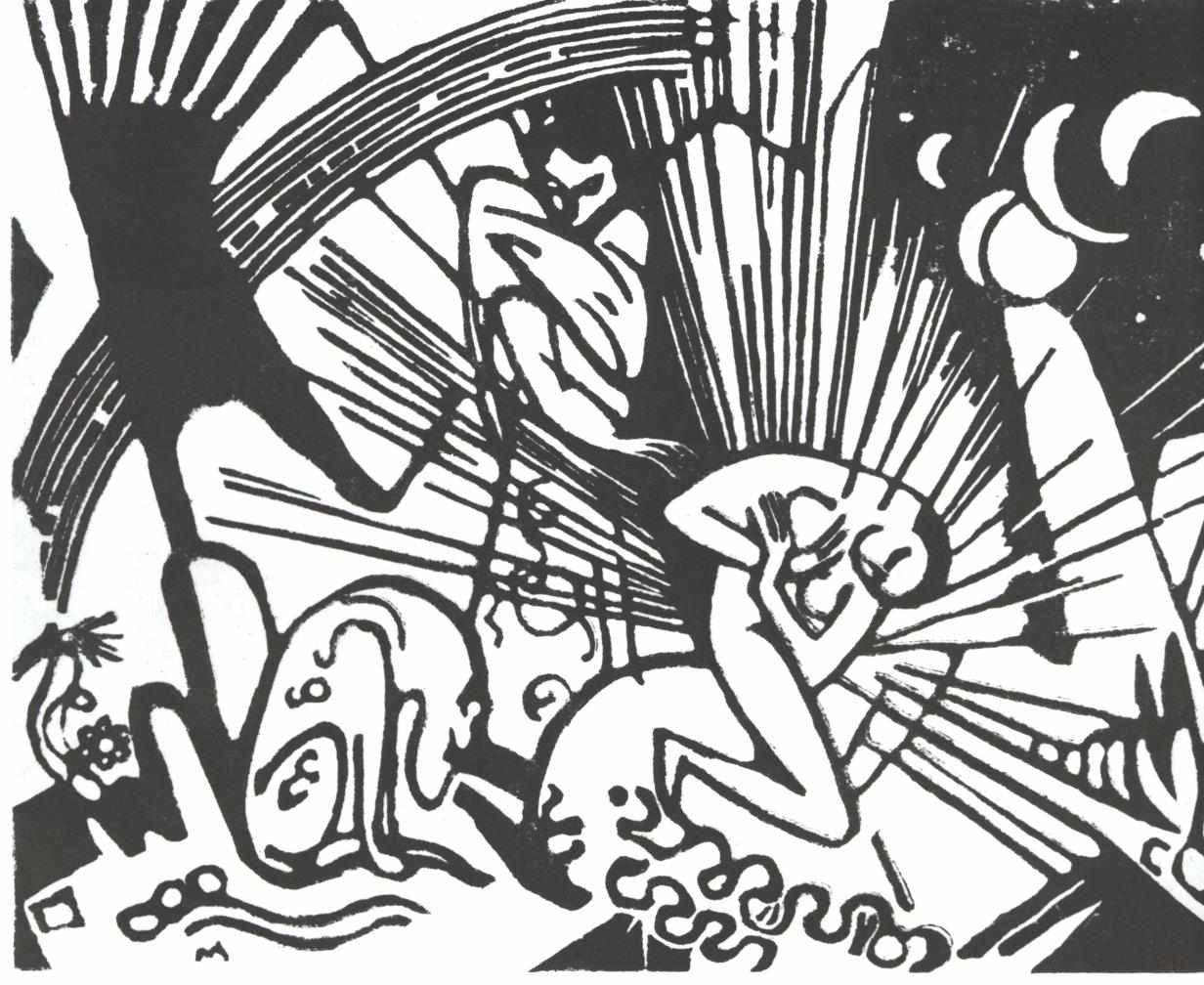
Träsnitt efter dikten Meine Wunder av Else Lasker-Schüler. Omslag till tidskriften Der Sturm (1912). De fem offentliga exemplar som fanns på olika tyska museer beslagtogs 1937 av Reichsministerium für Volksaufklärung und Propaganda, dvs det folkupplysande propagandaministeriet.
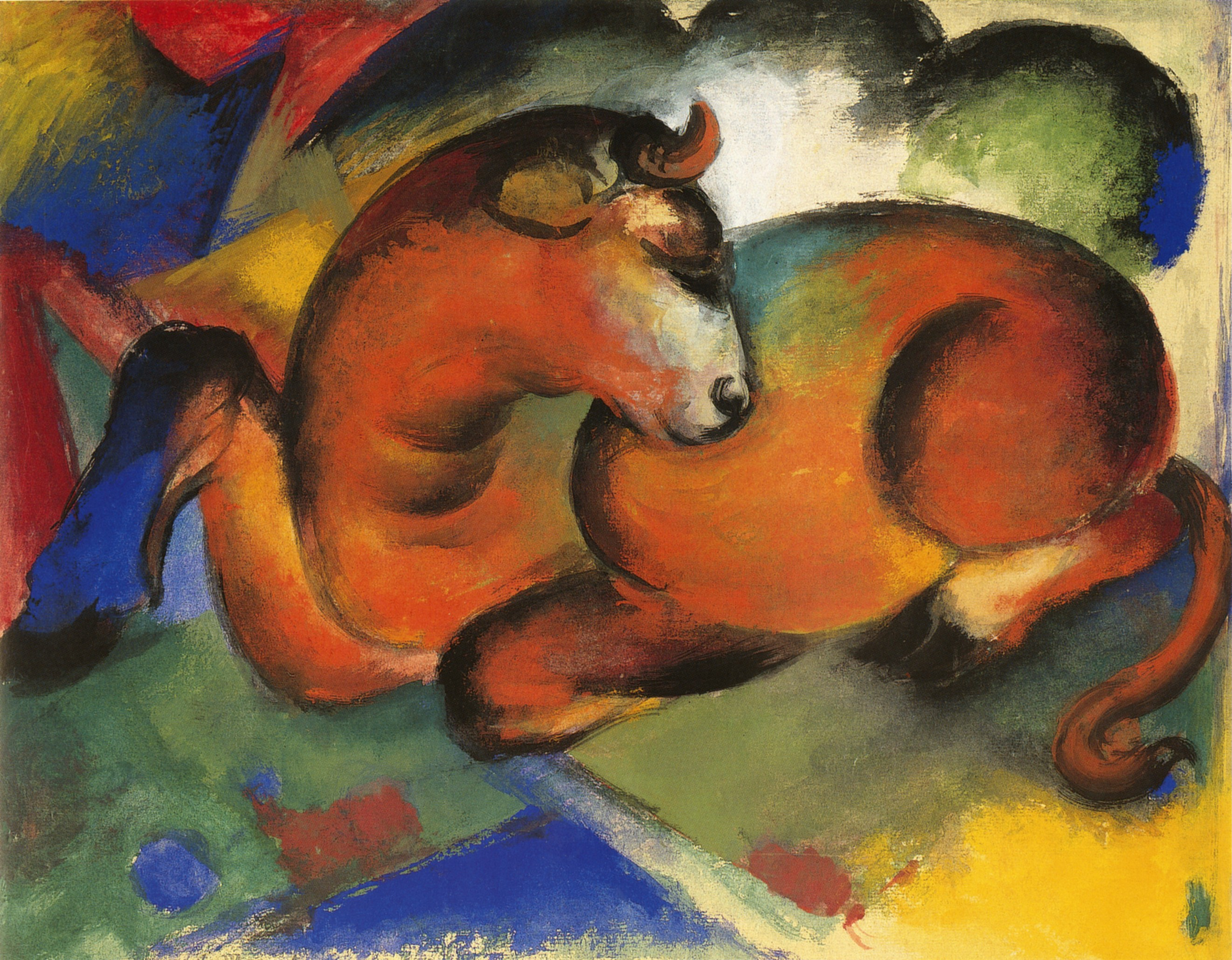
Den röda tjuren (1912),  Pusjkinmuseet i Moskva.
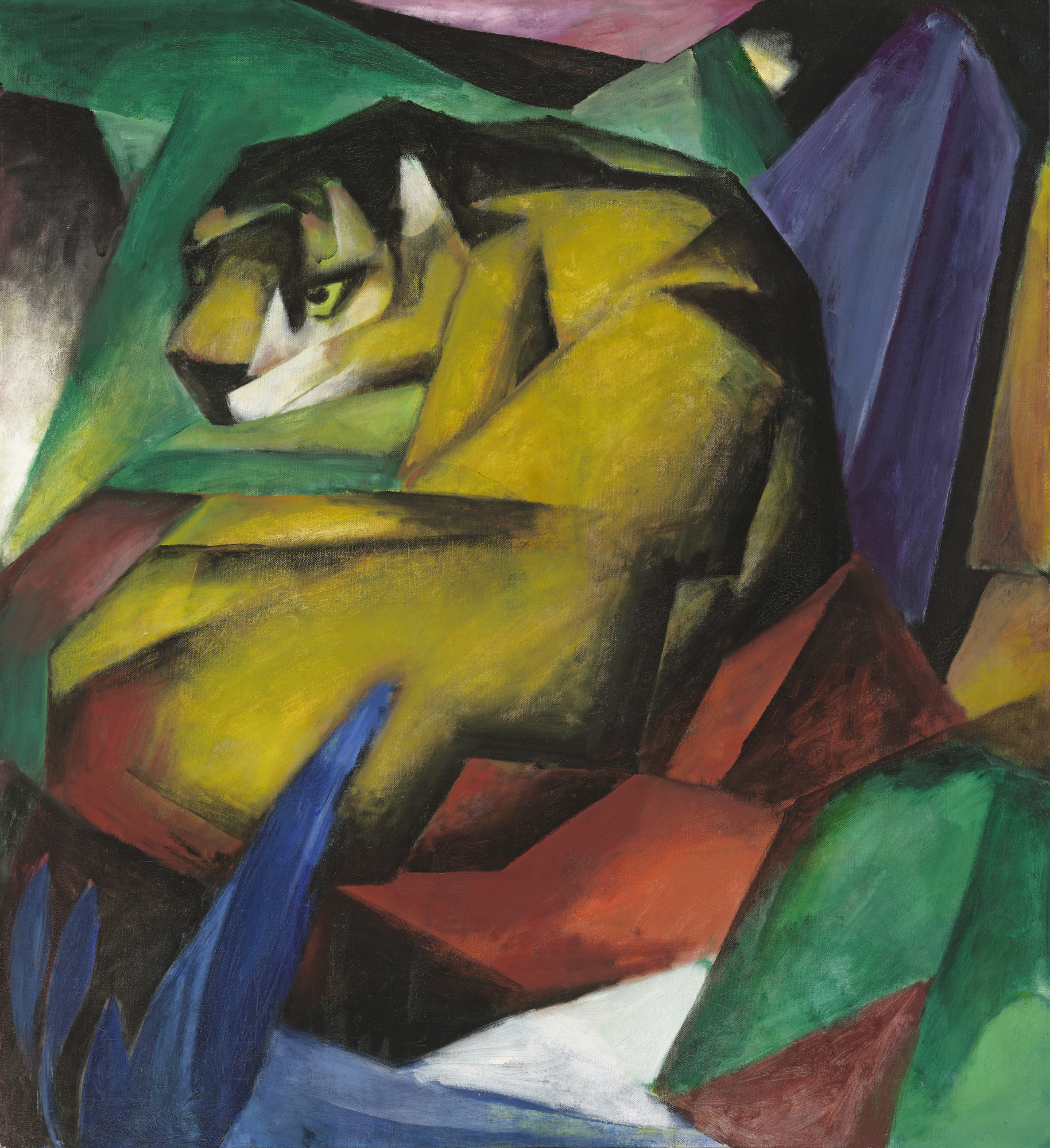
Der Tiger (1912)
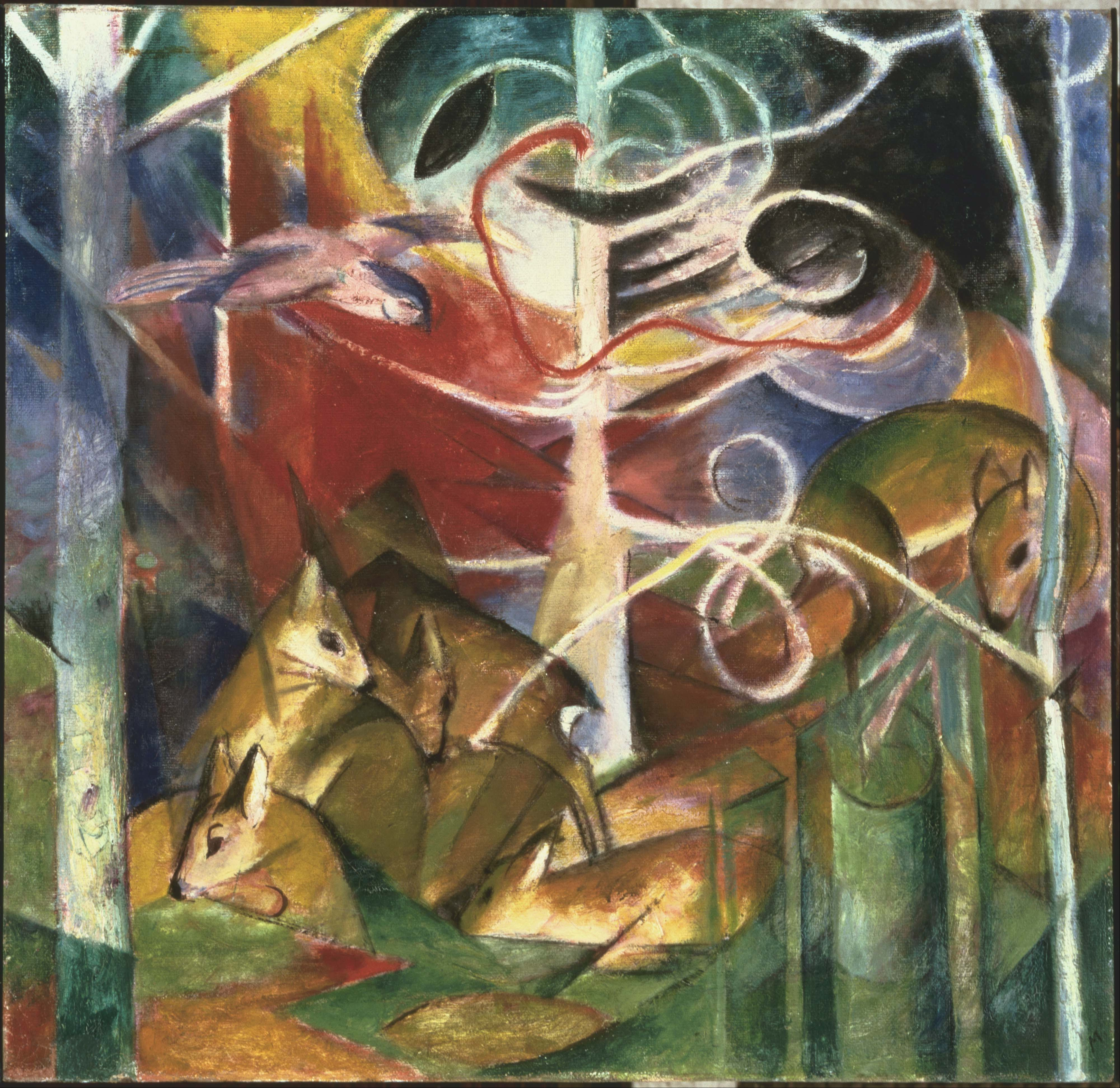
Rehe im Wald I / Rådjur i skogen (1913)
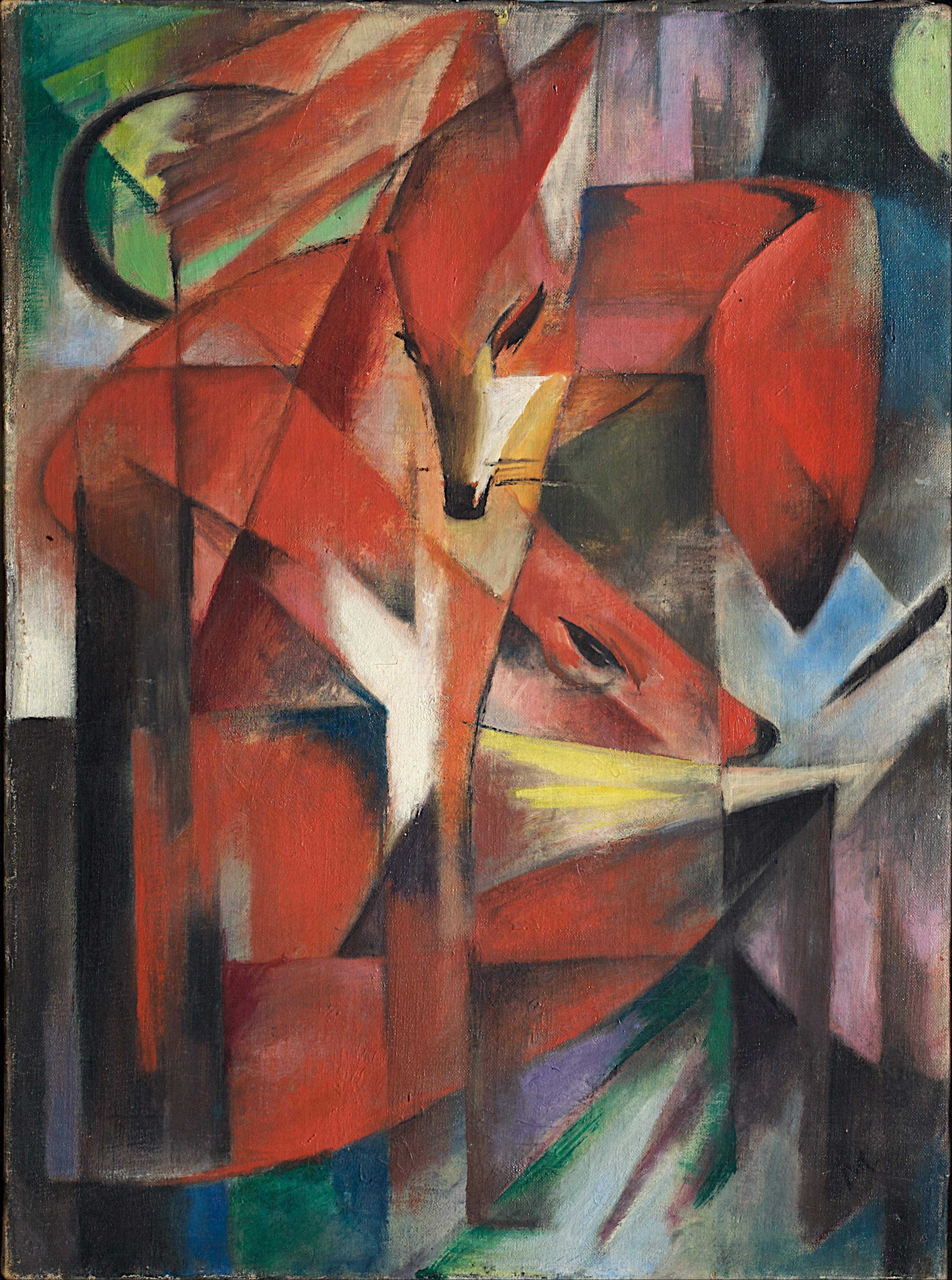
Füchse / Rävar (1913), privat ägo sedan Museum Kunstpalast i Düsseldorf år 2022 dömts att restituera målningen som 1962 skänktes dit av affärsmannen Helmut Horton.
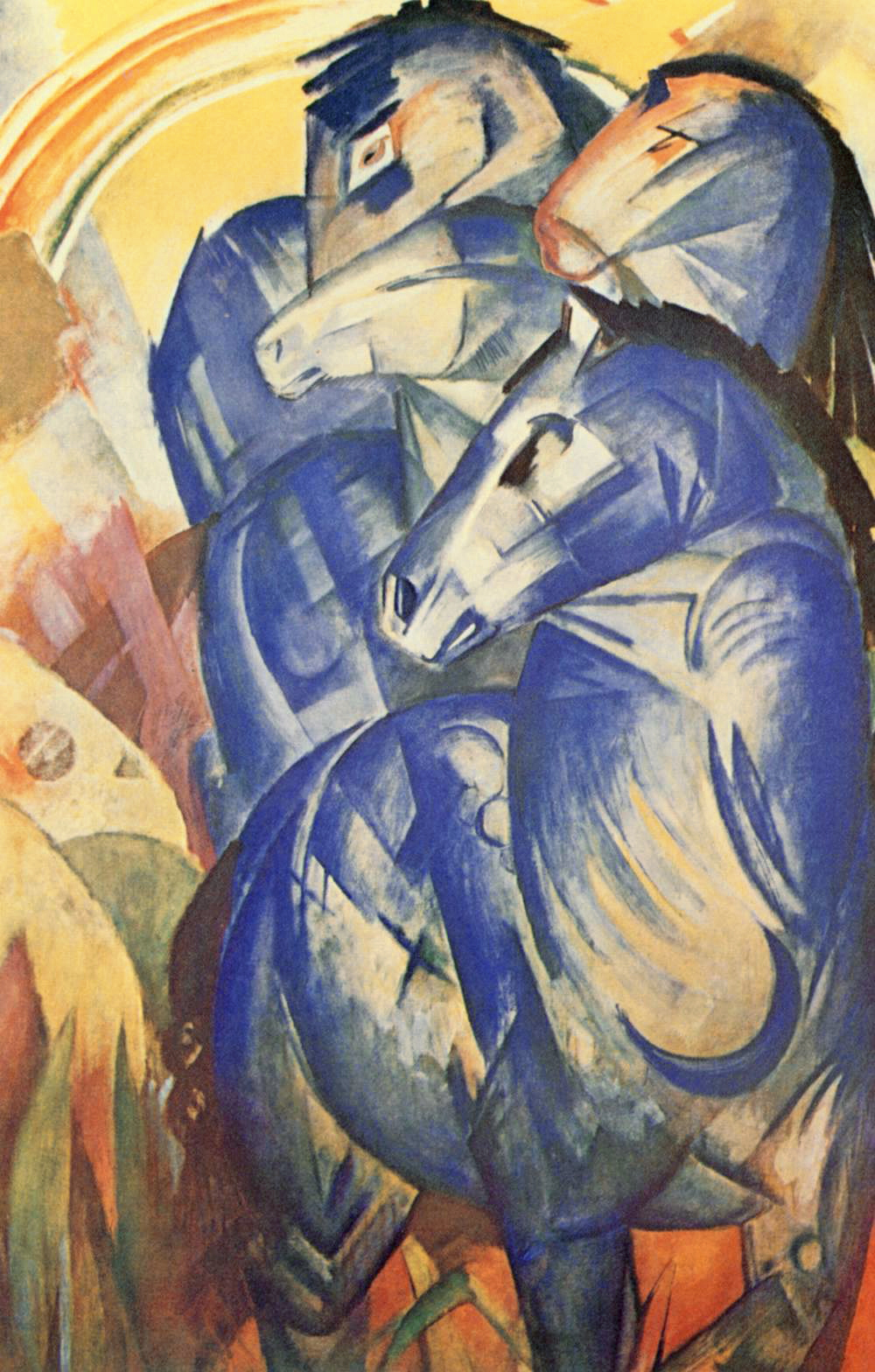
Der Turm der blauen Pferde / De blå hästarnas torn (1913)
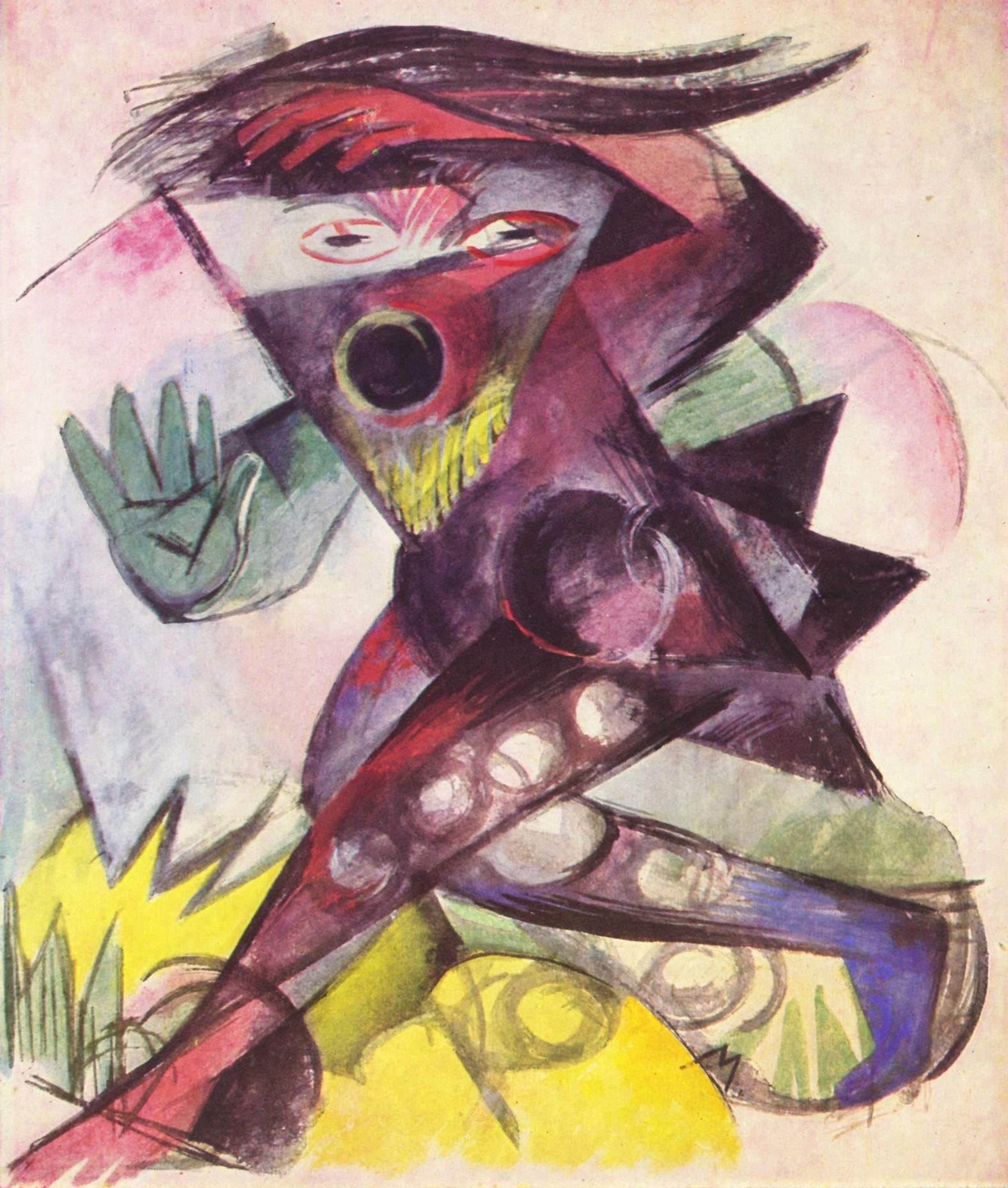
Caliban, Figurine für Shakespeares "Sturm" / Caliban, modellutkast till Shakespeares Stormen (1914)